# Ghoul Fools
«Ghoul Fools» (укр. Дурні Привиди/Корабель привидів) - епізод мультсеріалу Губка Боб Квадратні Штани , серія восьмого сезону . Перший показ був 21 жовтня 2011 у Сполучених Штатах Америки . В епізоді Губка Боб і Патрік знаходять плавучий будинок, занедбаний командою примарних піратів і спіймані у ворожнечі між ними і Летючим Голландцем. Гість Кріс Елліотт грав головну роль в епізоді як лорд Полтергейст. Також, це 19 спецвипуск.
Після релізу, епізод привернув в цілому 4.1 мільйона глядачів.

## Сюжет
Губка Боб і Патрік спостерігали за хмарами, поки вони не побачили покинутий плавучий будинок. Патрік хоче перевірити його і думає, що човен - фальшивка, але Губка Боб думає, що вона справжня. Потім вони зустрічають лорда полтергейсту, який співає пісеньку на прохання Патрика. Губка Боб запитує, чому Лорд Полтергейст відвідав Бікіні Ботте , і дізнається, що він тут, тому що зламана носова прокладка. Лорд Полтергейст забирає їх душі, але дає Губці Бобу дублон , щоб купити нову носову прокладку через 24 години. Губка Боб і Патрік біжать в Красті Краб, щоб сказати клієнтам про привидів. Клієнти тікають, і пан Крабс хоче знати, що за хаос. Губка Боб каже йому про лорда Полтергейст і як він вкрав їх душі, але дав їм дублон.
Містер Крабс бере дублон і забирає носову прокладку від автомобіля. З'являється Сенді з примарним обладнанням, стверджуючи, що вона шукала «молочних гремлінів» і хоче зловити деяких привидів. Ця п'ятірка повертаються до човна, де містер Крабс краде дублони і дає мішки Сквідвард і Патріку. З'являється Лорд Полтергейст, і Губка Боб дає йому носову прокладку. Лорд дає апельсинову газовану воду Губці Бобу і Патріку замість їх душ і засмоктує містера Крабса, Сквидварда і Патріка в безодню і показує їм їх найбільші страхи. По-перше, пан Крабс захотів сходити до вбиральні і знаходить туалетну кабінку, але щоб використовувати її, він повинен заплатити один дублон. Далі, Патрік хоче пончик і потім один балакучий з'являється, і Патрік дратує його. Він бажає пончик з іскорками, потім з шоколадом, потім бублик , потім купу млинців , не звертаючи уваги на факт, що він перехитрив свій найгірший кошмар. Він тоді просить Крабсбургер, і потім інший простий пончик , що дуже дратує пончика. Нарешті, Сквидвард стикається з гігантським Губкою Бобом, який змушує його кричати. Сенді засмоктує трійцю назад в її обладнання. Потім пан Крабс і лорд Полтергейст борються за дублони. Губка Боб ловить його і усвідомлює, що він належить Летючого Голландця. Летючий Голландець прибуває, щоб зажадати свої дублони. Лорд Полтергейст тікає, поки човен не ламається. Нарешті, Летючий Голландець перетворюється в торпеду , яка створює безодню. Епізод закінчується в Красті Краб, який знаходиться в безодні з новими робочими і клієнтами. Коли Губка Боб каже всім триматися за щось, він говорить гігантських демонічних Губці Бобу з безодні лорда полтергейсту перевертати ресторан. Він робить це, і потім його обличчя перетворюється в Летючого Голландця і він злобно сміється.

## Оригінальне озвучення
- Губка Боб, анчоуси, бізнесмен  ― Том Кенні
- Патрік Стар ―  Білл Фагербакк
- Сквідвард -― Роджер Бампасс
- Юджин Крабс, привид Чарлі ―  Кленсі Браун
- Сенді -  Керолін Лоуренс
- Лорд Полтергейст -  Кріс Елліотт
- Скелет, балакучий пончик -  Ді Бредлі Бейкер
- Летючий голландець, Губка Боб демон ― Брайан Дойл-Мюррей

## Українське багатоголосе закадрове озвучення студії «СТБ»
- Губка Боб, Юджин Крабс, привид Чарлі, бізнесмен ―  Олександр Чмихалов[1]
- Патрік, Сквідвард, Скелет, балакучий пончик, Летючий Голандець ― Євген Малуха
- Лорд Полтергейст, Сенді ― Ганна Левченко

## Український дубляж студії «1+1»
- Губка Боб ― Павло Скороходько
- Патрік ― Максим Кондратюк
- Сквідвард ― Андрій Альохін
- Юджин Крабс ― Анатолій Зіновенко
- Сенді ― Катерина Брайковська
- Лорд Полтергейст ― Михайло Жонін
- Скелет, балакучий пончик ― Дмитро Завадський
- Летючий Голландець, Губка Боб демон ― Михайло Жонін

## Прем'єри у Світі
| Країна                      | Показ              | Назва перекладу    |
| --------------------------- | ------------------ | ------------------ |
| США                         | 21 жовтня 2011     | Ghoul Fools        |
| Канада                      | 26 жовтня 2012     | Ghoul Fools        |
| Велика Британія та Ірландія | Жовтень 2012       | Ghoul Fools        |
| Філіппіни                   | 11 січня 2014      | Ghoul Fools        |
| Південна Азія               | 29 жовтня 2012     | Ghoul Fools        |
| Польща                      | 27 жовтня 2012     | Trefne upiory      |
| Німеччина                   | 27 жовтня 2012     | Geisterdeppen      |
| Південна Америка            | 27 жовтня 2012     | Fantasmas piratas  |
| Іспанія                     | 27 жовтня 2012     | Fantasmas piratas  |
| Греція                      | 16 травня 2014     | Τρέλες με Ψυχές    |
| Албанія                     | 9 вересня 2016     | Marrëzi fantazmash |
| Росія                       | 31 жовтня 2012     | Глупые Призраки    |
| Україна                     | 1-2 листопада 2014 | Дурні Привиди      |
| Україна                     |                    |                    |